# پفی‌مرغ سینه‌سیاه
پفی‌مرغ سینه‌سیاه (نام علمی: Notharchus pectoralis) نام یک گونه از سرده تنبل‌خان‌ها است.